# 千葉徳次郎
千葉 徳次郎（ちば とくじろう、1953年 - ）は、日本の元陸上自衛官。第32代北部方面総監。

## 経歴
昭和28年岩手県生まれ。陸上自衛隊少年工科学校入校(第15期)、昭和48年3等陸曹任官後、防衛大学校入校(第21期)。卒業後、幹部自衛官として平成24年7月まで勤務。第10普通科連隊隊長、陸上幕僚監部人事計画課長、東京地方連絡部長、東部方面総監部幕僚長、第10師団長、防衛大学校幹事等を歴任。
平成23年東日本大震災では、北部方面総監として、同年2月18日に策定した計画に基づき、北部方面隊から被災地に約2万名の隊員を送り支援した。この間、岩手の派遣先で2名の隊員を失った。

## 活動
「守るべき日本と国防の歴史」「自衛隊への国民の期待」「国防から見た憲法改正の必要性」等をテーマに、陸上自衛隊の幹部学生、陸曹学生等向けのボランティア講話を実施。一般市民に対しても「国家安全保障戦略と国民の役割」「憲法と自衛隊」等をテーマに講話している。

## 出演

### YouTube
- 経営次進塾　千葉德次郎先生＆松本殊和　第1段[2]
- 予備役ブルーリボンの会　レブラ君とあやしい仲間たち その156「元陸上自衛隊陸将　国の守りと自衛官の矜持」[3]
- 予備役ブルーリボンの会　レブラ君とあやしい仲間たち その157「元陸将　拉致問題を語る」[4]

## 著書
- 「国の守りと自衛官の矜持: 備えに隙はないか」（2023年5月8日、明成社）

## 所属団体
- 全国防衛協会連合会　常任理事[5]

## 栄典
- 令和5年秋叙勲: 瑞宝中綬章 [6]